# Imasega rufithorax
Imasega rufithorax (лат.) — вид ос-блестянок, единственный в составе монотипического рода Imasega из подсемейства Amiseginae.

## Распространение
Южная Азия: Шри-Ланка.

## Описание
Мелкие осы-блестянки (около 3 мм) с рыжей грудью. Голова без затылочного киля, щёчные бороздки развиты. Пронотум сильно выпуклый, равен 0,5 от комбинированной длины скутума, скутеллюма и метанотума (метанотум равен длине скутеллюма). Проподеум округлый без зубцов. Мезоплеврон без бороздок. Самцы крылатые с очень длинными усиками. Самки неизвестны. Коготки лапок зубчатые. Паразитоиды. Таксон был впервые описан в 1983 году американским гименоптерологом Карлом Кромбейном (Karl V. Krombein; Department of Entomology, National Museum of Natural History, Smithsonian Institution, Вашингтон, США).